# Chiese di Siena

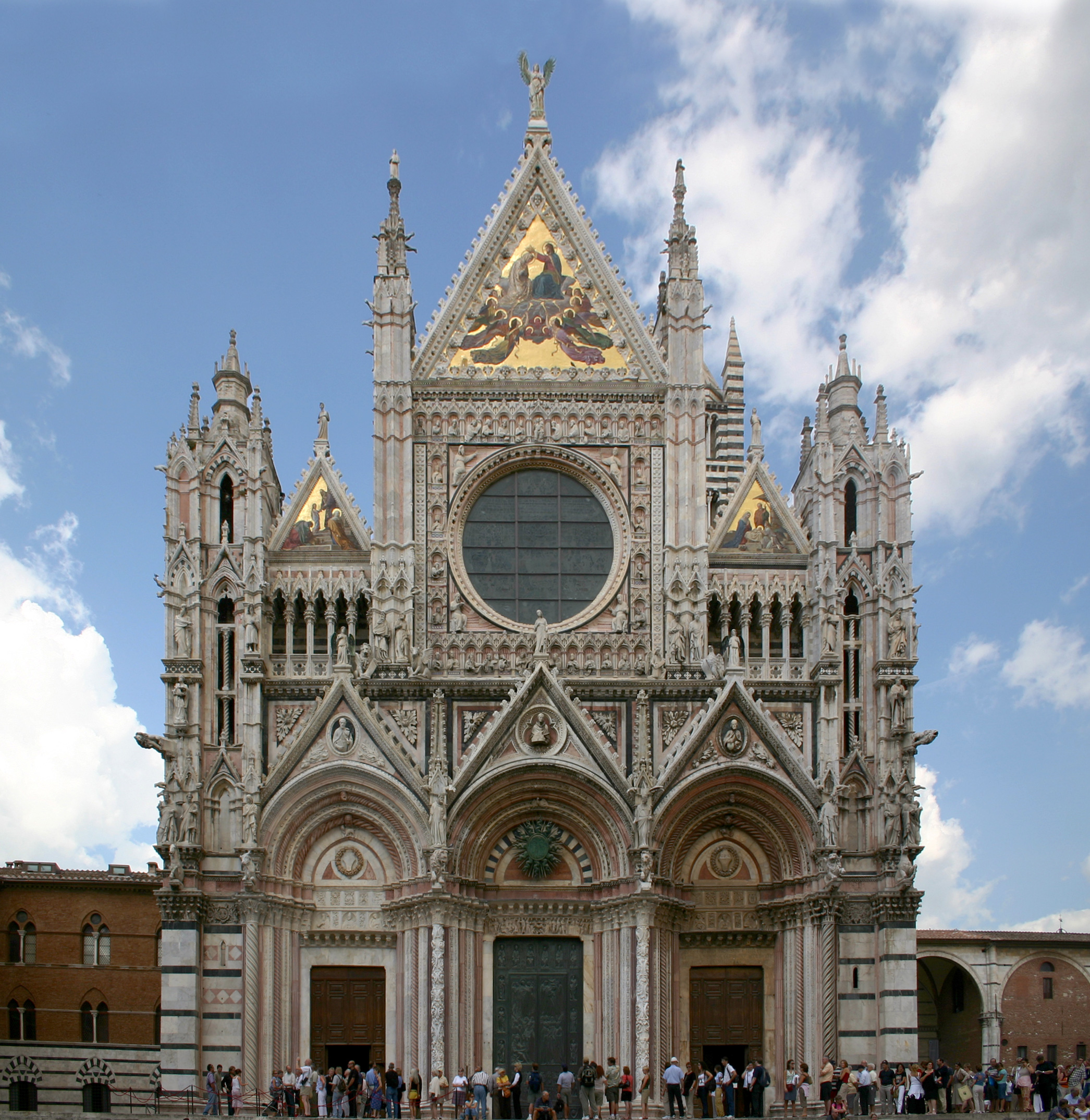
Il Duomo di Siena

Lista delle chiese e altri edifici di culto di Siena.

## Inquadramento storico-artistico
Le chiese di Siena rappresentano un grande insieme di eccezionale rilievo storico, artistico e culturale, in cui fiorirono sia la scuola artistica locale, sia gli artisti forestieri. Se il Duomo rappresenta un capolavoro a livello mondiale, decorato capillarmente dai migliori artisti disponibili sulla piazza nel corso dei secoli (da Giovanni Pisano a Donatello, da Michelangelo a Bernini), sono comunque molte le chiese che possono vantare capolavori, dagli affreschi dei fratelli Lorenzetti ai complicati polittici medievali, dal vivace dialogo cinquecentesco tra i capofila locali Sodoma e Beccafumi, fino alle torbide atmosfere caravaggesche di artisti seguaci del maestro lombardo come Rutilio Manetti e Bernardino Mei. In generale, per quanto una parte delle opere d'arte religiose sia andata nel tempo dispersa o sia confluita in musei e altre istituzioni, la maggior parte delle chiese cittadine, anche quelle più piccole, appaiono oggi dotate di opere d'arte di notevole interesse, per cui appare difficile abbozzare un elenco, anche solamente indicativo, dei maggiori apporti. 
Dal punto di vista religioso spicca comunque il santuario Cateriniano, ricavato negli ambienti dove visse santa Caterina da Siena, compresa la celletta dove dormiva utilizzando una pietra come cuscino. 
Una singolarità cittadina è sicuramente l'esistenza degli oratori delle contrade, che si animano durante il palio di Siena. Accanto a ciascuno di essi è spesso presente un piccolo museo, di arte sacra e di cimeli legati al Palio.

## Cattedrale
- Cattedrale di Santa Maria Assunta (Duomo di Siena) in piazza del Duomo
- Battistero di San Giovanni

## Basiliche e santuari

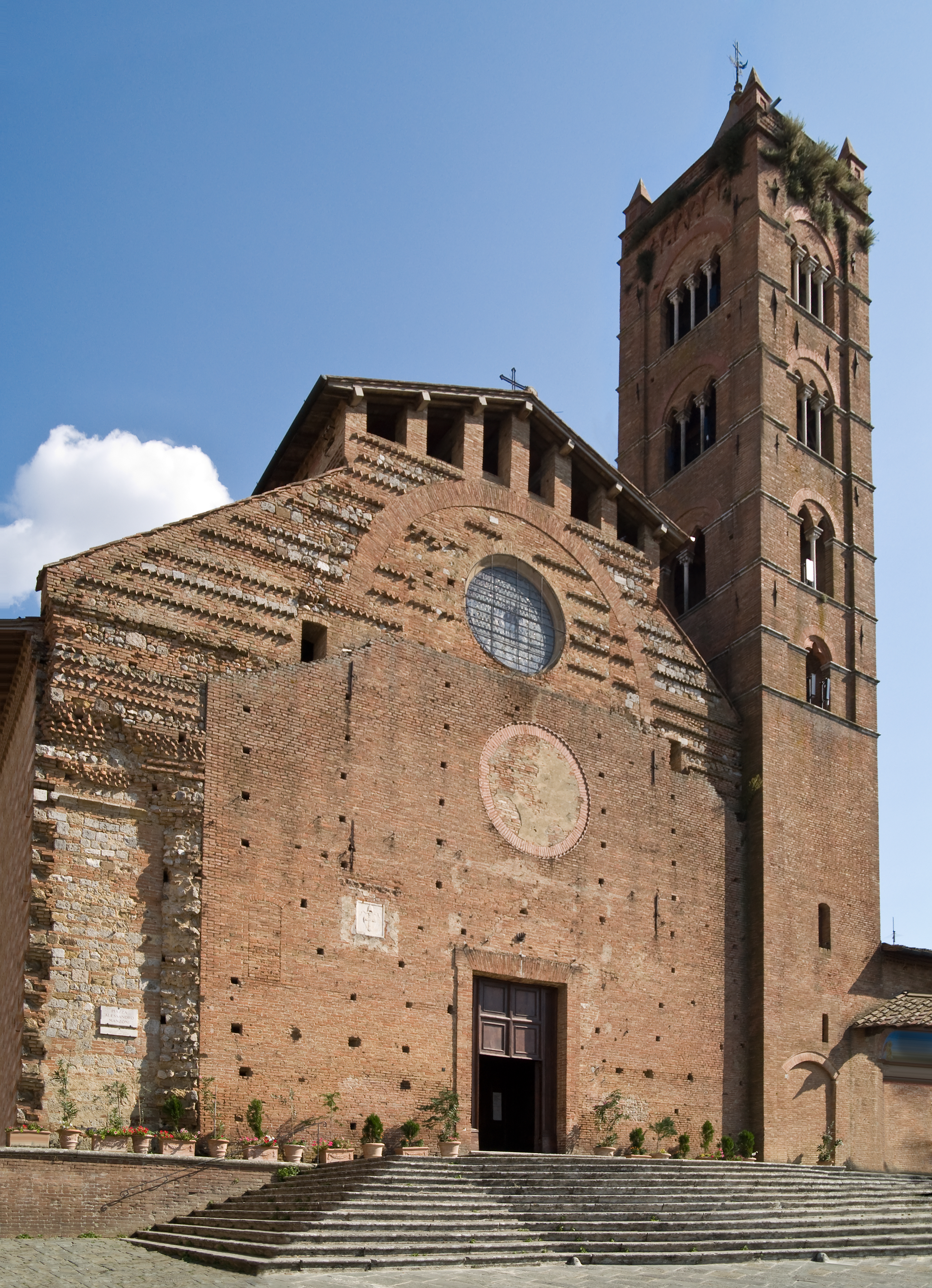
La basilica di San Clemente in Santa Maria dei Servi

- Insigne collegiata di Santa Maria in Provenzano in piazza Provenzano Salvani
- Basilica di San Clemente in Santa Maria dei Servi in piazza Manzoni
- Basilica di San Domenico in via di Camporegio
- Basilica di San Francesco in piazza San Francesco
- Santuario di Santa Caterina nella costa di Sant'Antonio

## Chiese e oratori dentro le mura
- Chiesa di Sant'Agostino al Prato Sant'Agostino

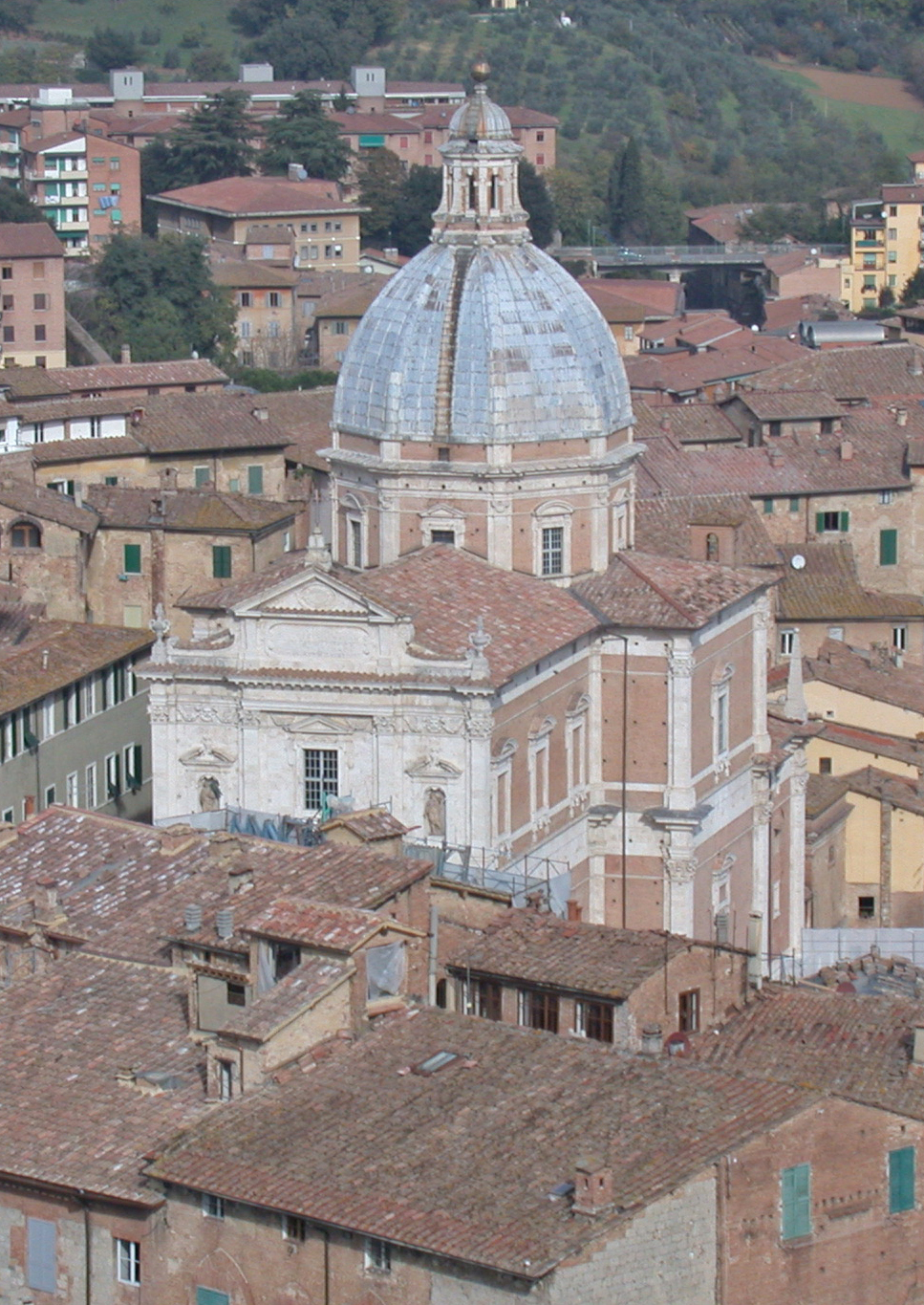
L'Insigne Collegiata di Santa Maria in Provenzano

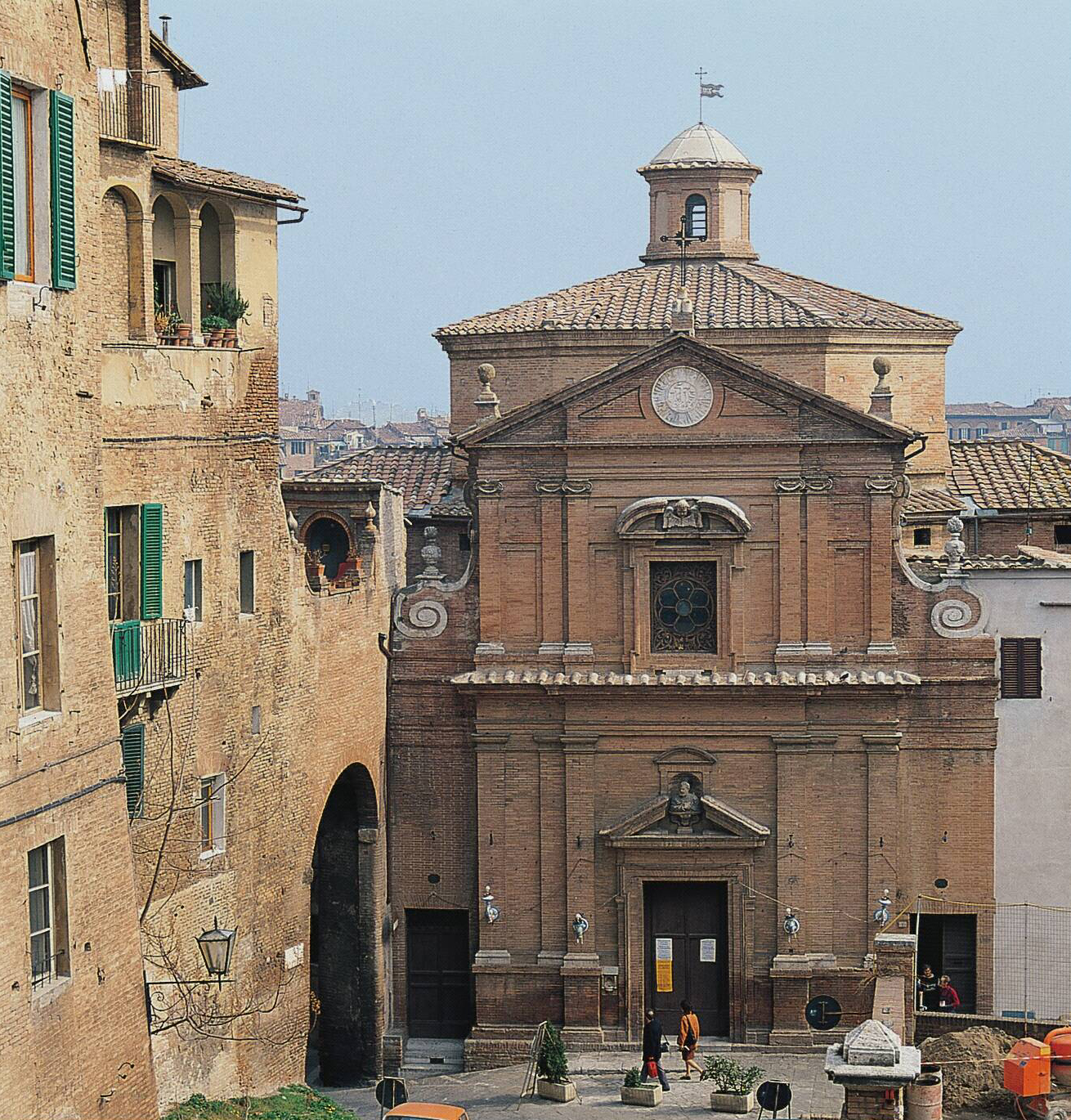
La chiesa di San Giuseppe

- Chiesa di Sant'Andrea in via Montanini 142
- Oratorio di Sant'Anna in Sant'Onofrio in via Montanini
- Chiesa della Santissima Annunziata (Ospedale di Santa Maria della Scala) in piazza del Duomo
- Chiesa di Sant'Antonio da Padova in via Cecco Angiolieri
- Oratorio di Sant'Antonio da Padova in via Tommaso Pendola
- Oratorio dell'Arciconfraternita della Misericordia (Sant'Antonio Abate) in via del Porrione
- Chiesa delle Carceri di Sant'Ansano in via Tommaso Pendola
- Oratorio di Santa Caterina del Paradiso in piazza Giacomo Matteotti 19
- Chiesa delle Clarisse in via Paolo Mascagni 38
- Oratorio della Compagnia della Santissima Trinità in via di Valdimontone
- Oratorio della Compagnia di San Bernardino in piazza San Francesco
- Chiesa di San Cristoforo in piazza Tolomei
- Chiesa di San Donato in piazza dell'Abbadia
- Chiesa di Sant'Elisabetta della Visitazione in via dei Rossi
- Chiesa di San Gaetano di Thiene in via dei Pispini
- Chiesa di San Giacinto in via dei Pispini 162/a
- Chiesa di San Giacomo in via di Salicotto
- Chiesa di San Giorgio in via di Pantaneto
- Chiesa di San Giovanni Battista nel Casato di Sotto
- Chiesa di San Giovannino della Staffa nella Piazzetta Virgilio Grassi
- Chiesa e convento di San Girolamo in via San Girolamo
- Chiesa e convento di San Girolamo in Campansi in via Campansi
- Chiesa di San Giuseppe in via di Fontanella
- Chiesa di San Leonardo (sconsacrata) in via di Valdimontone
- Oratorio dei Santi Ludovico e Gherardo in piazza San Francesco
- Chiesa e convento della Maddalena in via Pier Andrea Mattioli
- Cappella della Madonna del Rosario (sconsacrata) tra via San Marco e via della Diana
- Chiesa e convento di Santa Margherita in Castelvecchio in via Tommaso Pendola
- Chiesa di Santa Maria delle Nevi in via dei Montanini
- Chiesa di Santa Maria in Portico a Fontegiusta in via di Fontegiusta
- Chiesa della Maria Santissima del Rosario in via del Pignattello
- Chiesa e convento di Santa Marta in Via San Marco
- Chiesa di San Martino in via del Porrione
- Chiesa e convento di Santa Mustiola (sconsacrata) in piazzetta Silvio Gigli
- Chiesa e convento di San Niccolò del Carmine nel Pian dei Mantellini
- Chiesa di San Niccolò in Sasso (sconsacrata) in via del Poggio
- Chiesa dei Santi Niccolò e Lucia nel Pian dei Mantellini
- Oratorio del Nome di Gesù in via del Comune
- Chiesa di San Pellegrino alla Sapienza (Parrocchia ortodossa di S. Anastasia Romana) tra via della Sapienza e via delle Terme
- Chiesa di San Pietro a Ovile in via del Giglio
- Chiesa di San Pietro alla Magione in via Camollia
- Chiesa di San Pietro alle Scale in via San Pietro 35
- Chiesa dei Santi Pietro e Paolo in via San Marco
- Chiesa dei Santi Quirico e Giulitta in via San Quirico
- Chiesa di San Raimondo in via di Fiera Vecchia
- Oratorio di San Rocco in via Vallerozzi
- Chiesa del Santuccio in via Roma 69 bis
- Chiesa di San Sebastiano in Vallepiatta nella piazzetta della Selva
- Chiesa e convento delle Sperandie in via delle Sperandie
- Chiesa di Santo Spirito in piazza Santo Spirito
- Chiesa di Santo Stefano alla Lizza (sconsacrata) in via dei Gazzani
- Oratorio del Suffragio in via delle Vergini
- Oratorio di Santa Teresa in via San Quirico
- Chiesa di San Vigilio in via di San Vigilio
- Oratorio dei Santi Vincenzo e Atanasio in via Camollia

## Chiese e oratori fuori le mura
- Basilica di San Bernardino all'Osservanza
- Chiesa di Maria Santissima Immacolata in strada dei Cappuccini
- Oratorio di San Bernardino al Prato in via Carlo Corradino Chigi
- Chiesa del Corpus Domini in via Aldo Moro
- Oratorio della Santa Croce di Gerusalemme in via Vittorio Emanuele II
- Chiesa di Sant'Eugenia in via Santa Eugenia 101
- Chiesa di San Mamiliano in Valli in via Enea Silvio Piccolomini 159
- Chiesa dei Santi Margherita e Matteo in Strada dei Tufi
- Chiesa di Santa Maria degli Angeli in Valli in via Enea Silvio Piccolomini
- Chiesa di San Niccolò in via Roma
- Chiesa di Santa Petronilla in via Santa Petronilla 1

### Frazioni
- Pieve di San Giovanni Battista al Bozzone
- Chiesa di San Paolo a Presciano
- Chiesa di San Paterniano alle Tolfe
- Chiesa di San Pietro a Vico d'Arbia
- Chiesa di Santa Regina a Santa Regina
- Chiesa di Sant'Agnese a Vignano
- Chiesa dei Santi Pietro e Paolo a Monteliscai

## Tabernacoli
- Antiporto di Camollia in via Vittorio Emanuele II
- Cappella di Piazza in piazza del Campo
- Madonna del corvo in via Madonna del Corvo

## Confessioni non cattoliche
- Chiesa greco-ortodossa di Santa Anastasia Romana (San Pellegrino alla Sapienza) in via della Sapienza
- Saint Peter's Anglican Church in viale Garibaldi
- Chiesa evangelica valdese, in viale Curtatone 19
- Sinagoga di Siena nel vicolo delle Scotte 14
- Tempio cristiano evangelico di Siena in via Pian d'Ovile 42